# Schrassig
Schrassig (luxemburgisch Schraassegⓘ) ist eine Ortschaft in der Gemeinde Schüttringen im Kanton Luxemburg. Mit 802 Einwohnern ist Schrassig die zweitbevölkerungsreichste Ortschaft in der Gemeinde. Im Ort befindet sich mit dem Gefängnis Schrassig die einzige geschlossene Haftanstalt Luxemburgs.

## Lage
Die Ortschaft, im Syrtal gelegen, liegt etwa 13 km östlich der Hauptstadt Luxemburg auf einer Höhe von 270 Metern über dem Meeresspiegel. Nachbardörfer sind Oetringen, Neuhaeusgen, Schüttringen und Sandweiler. Des Weiteren führt die Bahnstrecke Luxemburg–Wasserbillig, Teil der Eisenbahnverbindung zwischen Luxemburg und Trier, unmittelbar an Schrassig vorbei.